# エゾモモンガ
エゾモモンガ（蝦夷小鼯鼠、蝦夷小飛鼠、学名: Pteromys volans orii (Kuroda, 1921)）は、齧歯目（ネズミ目）リス科リス亜科モモンガ族モモンガ属に分類されるタイリクモモンガ Pteromys volans (Linnaeus, 1758) の亜種で、日本の北海道にのみ分布する固有亜種である。
1921年（大正10年）に黒田長礼により、タイリクモモンガの亜種として記載された。

## 記載と分類
エゾモモンガは1921年、黒田長礼によりタイリクモモンガの1亜種 Sciuropterus russicus orii として Journal of Mammalogy 中で記載された。この際、ほかの亜種であるタイリクモモンガ P. v. volans やカラフトモモンガ P. v. athene、別種であるニホンモモンガ P. momonga との比較から、それらのどれとも異なる哺乳類とされた。
タイプ標本は折居彪二郎が1920年3月13日、北海道胆振国苫小牧町植苗（現、北海道胆振総合振興局苫小牧市植苗）で採集した雌個体である。この個体を採集した経緯は、折居がウトナイ湖岸の自宅近くにあるナラ林を歩いていたところ、地上 3 m 程度の高さにあった木の樹洞から顔を出していた獣がいたため、散弾銃で狙撃して仕留めたというものである。頭胴長163ミリメートル (mm)、尾長117 mm の個体であった。タイプ標本以外にも黒田の持つ雄5個体を含めた6個体が比較に用いられたが、いずれも折居の採集したものであった。この中で最も古い標本は1909年に釧路国で採集された2個体である。
その後、1940年には John Reeves Ellerman によって、エゾモモンガは独立種 Pteromys orii として再分類された。1951年、Ellerman と Morrison-Scott により、エゾモモンガは再びタイリクモモンガ Pteromys volans の亜種 P. v. orii として分類された。

### 系統関係
モモンガ属 Pteromys Cuvier, 1800 は旧世界（アジア・ヨーロッパ）にのみ分布するグループであり、現生種ではタイリクモモンガとニホンモモンガの2種のみを含む。エゾモモンガが含まれる種タイリクモモンガ Pteromys volans (Linnaeus, 1758) は、ユーラシア大陸北部一帯および樺太島・北海道に広く分布する種である。Jackson & Thorington (2012) では亜種として、ユーラシア大陸北部一帯に分布する基亜種 P. v. volans、樺太島に産する亜種カラフトモモンガ P. v. athene (Thomas, 1907)、中国内陸部に産する亜種 P. v. buechneri (Satunin, 1902)、そして北海道に産するエゾモモンガの4亜種が認識される。
エゾモモンガは分子系統解析においても、大陸に分布する基亜種とは遺伝的に分化していることが示されている。シトクロムb遺伝子の塩基配列に基づいたタイリクモモンガの分子系統地理学的研究により、種タイリクモモンガには、遺伝的に分化した北海道グループ（= エゾモモンガ）、極東ロシアグループ、北部ユーラシアグループの少なくとも3系統群が認識される。種タイリクモモンガのうち、エゾモモンガは最も早く他の群から分岐したことが分かっている。その分岐年代は40–20万年前であり、中期更新世から後期更新世の間に大陸集団から隔離された固有の集団であることが示唆されている。
本州、四国、九州に分布するニホンモモンガ P. momonga とは、形態的特徴（後述）および染色体構成に基づいて別種とされる。染色体構成の差異は顕著であり、メタセントリックおよびサブメタセントリックの数、サテライトおよび二次狭窄の有無、G-, C-バンドパターンおよび核小体形成部位が異なる。シトクロムb遺伝子の塩基配列における両種間の塩基置換率は約15%であり、ニホンモモンガとタイリクモモンガは250–120万年前に分岐したと考えられている。

## 名称
和名「蝦夷小鼯鼠」の命名者は岸田久吉である。1940年代までは猟師・山子（）から「晩鳥」（バンドリ）という俗名で呼ばれていた。「晩鳥」の名前は、開拓者たちが暗くなってから活動を開始し、鳥のように飛ぶエゾモモンガの姿から名付けたものである。
エゾモモンガの学名 Pteromys volans orii について、属名 Pteromys は古代ギリシア語で「翼」を意味する πτερόν (pteron) に由来する前節 Ptero- および、「ネズミ」を意味する μῦς (mûs) に由来する後節 mys の合成語であり、「翼のあるネズミ」を意味する。種小名 volans はラテン語で「飛ぶ」を意味する動詞 volōの現在分詞であり、「飛行の」を意味する。すなわち、種名 Pteromys volans は「飛ぶ翼のあるネズミ」を意味する。また亜種小名 orii は採集者である折居への献名である。

### アイヌ語による呼称
エゾモモンガのアイヌ語による呼称としては、北海道全域に「アッ」「アッポ」という呼称があり、また「アツ・カムイ」、もしくは「アッ・カムイ」（「アッカムイ」とも）と呼ばれた。一説によれば「アツ」は「群棲」、「カムイ」は「神」の意味であり、即ち「アツ・カムイ」とは「群棲する神」を意味する。また小児のような声で鳴くエゾモモンガを、幼子をあやし子守をする神になぞらえ「アッ・カムイ」「アッ」「アッポウ」と呼称するようになったとする説もある。日高静内では、エゾモモンガの「フンフン・ハタフン」という鳴き声が、コタンの子守唄の中にある「ハタハ ホーホ」「ハタハ ンー」「アフワ アフ」などのフレーズの繰り返しによく似ていることにちなんで「子守唄の神」を意味する「イフンケ・カムイ」とも呼称していた。
このような伝承は北海道のいくつかの地域で確認されているが、十勝地方にはそのような伝承はなく、同地方ではアイヌ語で「フーニ」と呼ばれていた。また天塩町など天塩郡では「ハッ」と呼称されていた。

## 分布・生息域

### 分布
エゾモモンガは北海道全域に水平分布する。ただし道南では個体数が少ないとされている。札幌市内の森林公園や円山動物園付近でも分布が確認されているが、北海道島嶼部や千島列島には分布していない。2013年には帯広畜産大学教授の押田龍夫らがビザなし専門家交流の枠組みで北方領土の国後島を訪れ、エゾモモンガの生息調査のため巣箱30個を設置したが、翌2014年の調査では1匹も確認されなかった。
垂直分布域は、平野部から亜高山帯にかけてである。分布標高は海抜 0 m から海抜 2,500 m と広範囲にわたる。日本列島の本州・四国・九州に分布する日本固有種のニホンモモンガ P. momonga はムササビ Petaurista leucogenys と巣穴などをめぐって競合するため、比較的高地に多いが、北海道にはムササビは分布しないため、エゾモモンガは低地から高地まで幅広く分布する。
なおタイリクモモンガ（エゾモモンガ）とニホンモモンガは同属の姉妹系統であるが、前者は中期更新世の終わりごろに、後者はより古い初期更新世の中盤ごろにそれぞれ起源を有し、タイリクモモンガはニホンモモンガより後から本州への渡来を試みたものの、既に本州に定着していたニホンモモンガとニッチが重複することから競争によって排除されたため、本州以南には分布していないものと考えられている。このような理由はタイリクモモンガとニホンモモンガだけでなく、それぞれ前者が日本では北海道のみ、後者が本州以南にそれぞれ分布する種であるバイカルトガリネズミ Sorex caecutiens とシントウトガリネズミ Sorex shinto、キタリス（エゾリス） Sciurus vulgaris orientis とニホンリス Sciurus lis、ユキウサギ（エゾユキウサギ） Lepus timidus ainu とニホンノウサギ L. brachyurus といった同属の種にも該当すると考えられる。

### 生息環境
エゾモモンガの生息域は、常緑針葉樹林や落葉広葉樹林といった森林である。高橋 (2004) は、エゾモモンガは針葉樹林にも生息するが、主な生息域は広葉樹林や混交林であり、植林地のような単一樹種の針葉樹林は生息に適さないと述べている。
エゾマツ・トドマツなど常緑針葉樹は冬季でも葉を落とさないため、エゾモモンガにとって常緑針葉樹林は空中の天敵から身を隠すことができるという利点がある。エゾモモンガは住処・食物・移動手段をいずれも樹木に依存しており、樹木のない場所では生息できない。そのため、無木地（＝樹木のない地帯）や高山帯には生息していない。一方である程度の面積があり、かつ巣穴にできる太さの樹木がある森林ならば生息できる。市街地の公園・緑地、学校の林、鉄道の線路沿いにある防風林（鉄道林）、住宅地近くの雑木林といった環境にも生息し、人家周辺に残存する数ヘクタールの林でも観察される場合がある。一方、市街地の中の孤立した自然に生息している例は極めて珍しいとする報道もある。例えば十勝地方では、広大な畑作地域の中に並木のような形で防風林が広がっているが、このような環境ではエゾモモンガ、特にオスは自身の生息域である林と別の林を往復するための回廊として、それぞれの林を結ぶ防風林を利用していると考えられている（後述）。また、このように林同士を繋いでいる防風林が寸断されることはエゾモモンガの個体数の減少、ひいては地域個体群の消失に直結すると考えられている（後述）。
北海道にはエゾモモンガ以外にも、同じリス科のエゾリス（キタリスの亜種）やエゾシマリス（シマリスの亜種）が分布しており、エゾモモンガの生息地には通常、エゾリスやエゾシマリスも生息している。しかし、これら3種は以下のようにそれぞれ活動時間・空間・餌や巣などの資源を使い分けているため、3種とも同じ環境でも競合することなく共存できると考えられている。また、それぞれ主に滑空・樹上性・地上性という異なる移動様式をとっており、生態的ニッチの重なりを回避していると説明される。
| 種名         | 活動時間帯 | 冬眠の有無 | 主な活動域                             | 活動場所           | 繁殖場所 | ねぐら     |
| ------------ | ---------- | ---------- | -------------------------------------- | ------------------ | -------- | ---------- |
| エゾモモンガ | 夜行性     | しない     | 常緑針葉樹林・落葉広葉樹林の双方を好む | ほぼ樹上           | 樹上     | 樹上       |
| エゾリス     | 昼行性     | しない     | 常緑針葉樹林を好む                     | 主に樹上、地上でも | 樹上     | 樹上       |
| エゾシマリス | 昼行性     | する       | 落葉広葉樹林を好む                     | 主に地上、樹上でも | 地下     | 地下・樹上 |

## 形態

### 体長・体重
成獣の大きさには雌雄で違いがあり、体長（頭胴長）はオスの方が長く、16–18センチメートル (cm)、メスは約15 cm である。オスとメスを区別しない場合は頭胴長 15–16 cm、ないし 130–165 mm、101–169 mm。後述の尾長も加えた頭から尾までの長さは約30 cm 程度で、人間の大人の両手の中に収まる程度の大きさである。滑空時などに飛膜を広げると葉書程度の面積になる。
体重はオスが約120グラム (g) 、オスとメスを区別していないデータでは 81–120 g、ないし 100–120 g、62–123 g、60–125 g。妊娠したメスは体重 150–160 g に達する。体重が軽いため、細い枝先でも行動することができる。

### 体毛

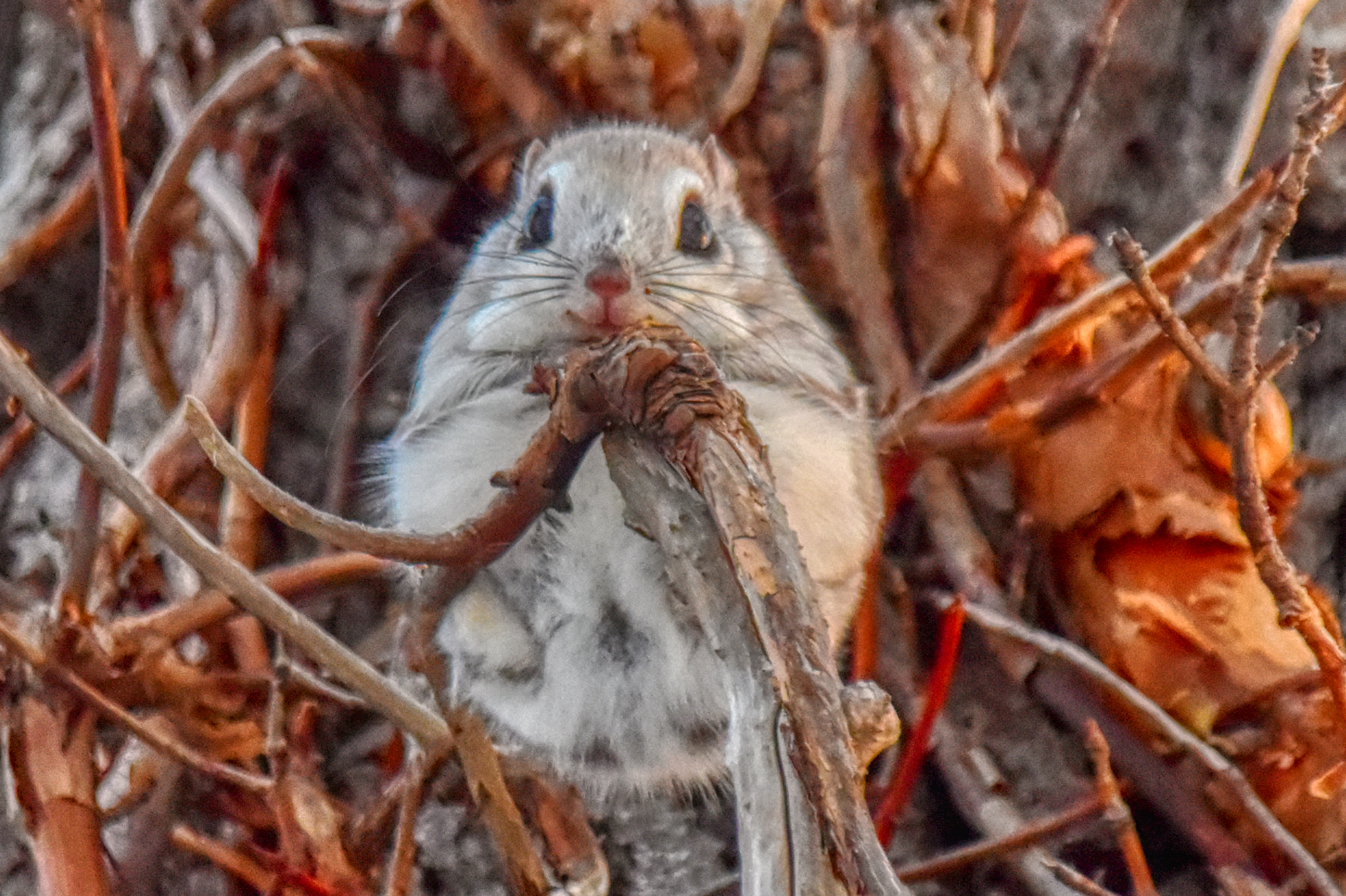
冬毛のエゾモモンガ

尾を含む全身が柔らかい体毛に覆われている。体毛はムササビより短く、密生している。体毛の毛先の色は1年を通して、腹面（頬から胸部・下腹部にかけて）は白色だが、それ以外の部位は白色または褐色で、毛の下部は黒色である。背面の体毛色は保護色になっており、夏毛は淡い茶褐色、冬毛は淡い灰褐色、ないし白っぽい色となる。
体毛は越冬を控えた10月から11月にかけて夏毛から冬毛に、越冬を終えた4月から5月にかけて冬毛から夏毛に、それぞれ切り替わる（後述）。

### 頭部
目は直径 7–9 mm と、体格に比して大きい。目が大きいのは夜行性のためで、その視力は真っ暗な夜の森林の中でも枝に接触することなく飛行できるほど高い。一方、昼間の明るい光はエゾモモンガの目にとっては強すぎるという。目の周囲の毛は黒い毛足が裸出しているため、黒色である。頬には黒い髭（最長で約7 cm）が生えている。この長い髭は、滑空時にバランスを取る必要性があるために発達したものと考えられている。
耳長は 18–22ミリメートル (mm) で、後足長は 32–35 mmないし 32–36 mm、33–35 mm。耳は海外産の他種モモンガと比べて丸みを帯びている。聴覚はよく発達している。
歯数は、切歯が上2本・下2本、犬歯はなし、前臼歯は上4本・下2本、後臼歯は上6本・下6本の合計22本（上12本・下10本）。頭蓋骨の切歯孔は長く、通常は 4.7 mm 以上になり、その後端は眼窩下孔の下端の結節前端の位置より後方に達するが、上顎頬歯列長は通常 7 mm 未満である。門歯は生涯にわたって伸び続けるため、硬い物を齧って摩耗させている。乳頭数は胸部2対・腹部1対・鼠径部1対の合計8個（4対）。メスの乳頭は普段は体毛に隠れているが、育児期には子供の成長とともに大きくなり、体毛の外に飛び出すようになる。指趾数（指の数）は前肢が4本（×2＝8本、第1指がない）・後肢が5本（×2＝10本）の合計18本。前肢・後肢とも指の付け根に肉球が発達している。四肢の指は四肢の大きさに比して長く、物を握り掴むことに適しており、枝をしっかり握って留まることができる。また手足には樹木を登るため鋭い鉤爪を持つ一方、足の平は無毛で、細い枝などを掴みやすい体つきになっている。なお北海道に分布する哺乳類にはキタキツネ・エゾタヌキ・エゾクロテン・エゾリスなど、冬期になると手足の裏面に毛が密生し、肉球も周囲から生えた毛で覆われるような種が複数確認されているが、エゾモモンガは冬期は雪上で活動することが少なく、樹上で過ごすことが多いため（後述）、手足の裏面は夏期だけでなく、冬期でも皮膚が裸出している。

### 飛膜・尾

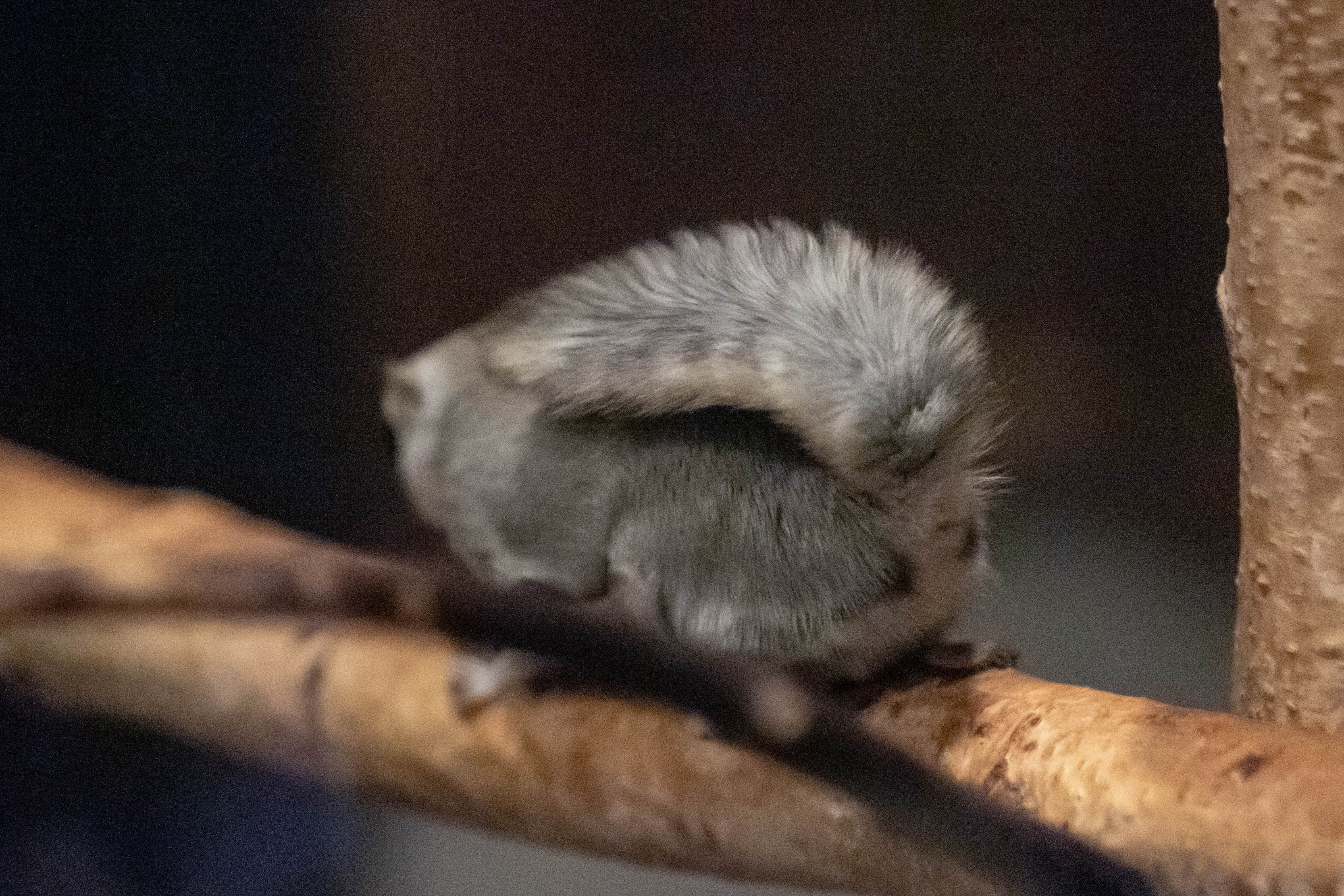
尾を背負った状態のエゾモモンガ

エゾモモンガは滑空するための飛膜を持っている。飛膜は頬後部から前肢まで、前肢から体側に沿って後肢まで、後肢から尾の付け根まである。飛膜は白い毛で覆われているが、本来の色は薄黄色である。前肢の手首の先には、飛膜を支える硬い軟骨（長さ約4 cm）が伸びており、飛膜もこの軟骨に沿って広がっている。飛膜は普段、独特の針状骨によって折り畳まれているが、滑空の際には大きく張り出され、面積を広げる。この飛膜は滑空する際だけでなく、樹木から転落した際にも役立ち、パラシュートのように利用される。
尾長は頭胴長より短く、尾長はオス・メスともほぼ同じで約10 cm–12 cm、もしくは 90–120 mm。尾の断面は扁平で、滑空時は方向舵の役目を果たす。尾はリラックスする際には背中に背負っているが、警戒している際には体から離し、下にぶら下げるような体勢になる。尾の付け根付近には排泄器・生殖器があるが、普段は体毛に隠れており、外からはよく見えない。

### 別亜種・近縁種との違い
シベリアやロシアに分布する基亜種タイリクモモンガ P. v. volansと比較すると、頭蓋骨と下顎骨の最大長がより長い一方、眼窩間幅（眼窩間最小幅）がより狭く、上顎歯と下顎歯もより短い。また樺太島に分布する亜種カラフトモモンガ P. v. athene と比べると体が大きく、頭蓋骨の最大長や口蓋孔が長く、頬骨はより幅広い一方、上顎歯列はより短い。また、外部形態についても体色がカラフトモモンガに比べ青白い。
| 測定部位       | エゾモモンガ | カラフトモモンガ | タイリクモモンガ |
| -------------- | ------------ | ---------------- | ---------------- |
| 頭蓋骨最大長   | 29.5         | 27.0             | 36.2–36.8        |
| 基底長         | 30.0         | 28.0             | -                |
| 頬骨幅         | 24           | 22               | 24.0–24.2        |
| 後眼窩間幅     | 9.0          | -                | 9.0–9.4          |
| 眼窩間幅       | 7.5          | 7.0              | 8.4–9.0          |
| （鼻骨前）吻幅 | 6.5          | -                | 6.4–6.8          |
| 鼻骨長         | 13.0         | -                | 12.8–13.2        |
| 歯隙長         | 8.0          | -                | 8.2              |
| 口蓋長         | 17.0         | 16.2             | -                |
| 口蓋孔         | 5.5          | 4.8              | -                |
| 耳骨胞長       | 10.5         | 10.1             | -                |
| 下顎骨         | 24.5         | -                | 23.2             |
| 上顎歯列       | 6.5          | 7.2              | 7.2–7.4          |
| 下顎歯列       | 6.5          | -                | 7.2              |

またエゾモモンガはニホンモモンガに比べてやや体格が小さく、以下の相違点から両種を区別できる。特に陰茎骨と乳頭数が識別形質となる。
| 身体部位などの特徴 | エゾモモンガ                                              | ニホンモモンガ                   |
| ------------------ | --------------------------------------------------------- | -------------------------------- |
| 頭胴長             | 130–165 mm                                                | 140–200 mm                       |
| 尾長               | 90–120 mm                                                 | 95–140 mm                        |
| 体重               | 60–125 g                                                  | 150–220 g                        |
| 背面の毛色         | - 夏毛 - 淡い茶褐色 - 冬毛 - 淡い灰褐色、ないし白っぽい色 | - 夏毛 - 茶褐色 - 冬毛 - 灰褐色  |
| 腹面の毛色         | ともに白色                                                | ともに白色                       |
| 乳頭数             | 4対（8個）                                                | 5対（10個）                      |
| 陰茎骨             | 細長く二又になっている                                    | 極めて短くて幅広く、ねじれている |
| 染色体数           | ともに2n = 38                                             | ともに2n = 38                    |

## 生態

### 性質
帯広畜産大学准教授の柳川久はエゾモモンガの性質について、植物質だけでなく昆虫など動物質の餌も好み、活発で積極的な性格のアメリカモモンガと比較すると、ほぼ植物食であり、またのんびりしていておとなしい性格で、個体同士が喧嘩することもほとんどないと評している。また富士元寿彦も、エゾモモンガほど攻撃性のない動物は珍しいと評している。

### 活動時間
エゾモモンガは主に夜行性である。ただし春から夏にかけての繁殖期、および冬の寒さが厳しい時期には夜間だけでなく日中にも活動する。また目黒誠一は、初夏にエゾモモンガが日中にも飛行している姿を目撃したことがあり、その要因は天敵のヘビなどが巣穴に接近したためだろうと述べている。
活動開始・終了時刻は、それぞれ日没・日の出時刻の季節変化に比例して変化する。柳川ら (1991) によれば、飼育下では降雨日は晴天日に比べ、活動開始時間が遅れ、また総活動時間・総採食時間とも減少する傾向が見られた。しかし山口・柳川 (1995) によれば、野生個体は5月から10月にかけては雨天時の方が晴天・曇天の場合より活動開始時刻が早くなり、活動終了時刻から日の出までの時間についても雨天時と晴天時、曇天時いずれの場合にも有意な差は見られなかったという。活動開始・終了はほとんどが照度1ルクス以下の場合に見られることから、エゾモモンガの活動開始・終了には照度が最も大きく影響していると考えられる。
春から秋（5月から10月）にかけては、日没から平均15–20分程度で巣から出て活動を開始し、何度か巣に戻って休む。巣から出ている時間の約75％は摂食行動のために使い、最後の活動は日の出前20–25分ごろに終えることが多い。一方で11月から12月、および4月は、5月から10月にかけての時期と比べ、活動開始の時間が遅れ、逆に活動終了の時間が早まる傾向が観察されている。このように活動開始・終了時刻が変化する理由については、日周期活動が光の影響を受けずに内因リズムに支配されていることを示唆する研究があるほか、山口・柳川 (1995) はこのような事象が発生する際はいずれも平均気温が5℃以下に低下している時期であることや、同様に気温が著しく低下する地域に生息するタイリクモモンガでは同様の変化が見られる一方、比較的温暖な地域に生息するムササビでは報告されていないことを踏まえ、冬季は厳しい気温の低下によって代謝が低下し、内因リズムによる覚醒そのものが温暖な時期に比べて遅れているためであろうと考察している。また夏季には夜間も休息することなく持続的に活動する一方、冬季は長い休息を挟みながら短時間の活動を行う傾向が見られるが、これは夏季は気温が上昇し、食物も増加する一方、冬季は気温が低下し、食物も不足するため、可能な限りエネルギー消費を抑えるためであると考えられている。
フィンランドに分布するタイリクモモンガの場合、夜間時間が6時間以下になる夏季（5月から7月）にかけては日中にも活動するが、柳川久らが帯広畜産大学（北海道帯広市）構内の針葉樹林で捕獲したエゾモモンガ3頭を飼育して活動時間などを調査したところ、それらの個体はいずれも完全な夜行性で、日没後から日の出前までの時間帯に活動していたことから、帯広（北緯42度52分）はフィンランド中央部（北緯62度10分）ほど高緯度地域ではなく、夏季でも夜の長さが9時間以上あり、個体維持のために必要な食物を摂食するための時間が夜間だけで十分得られるためであろうと考察している。

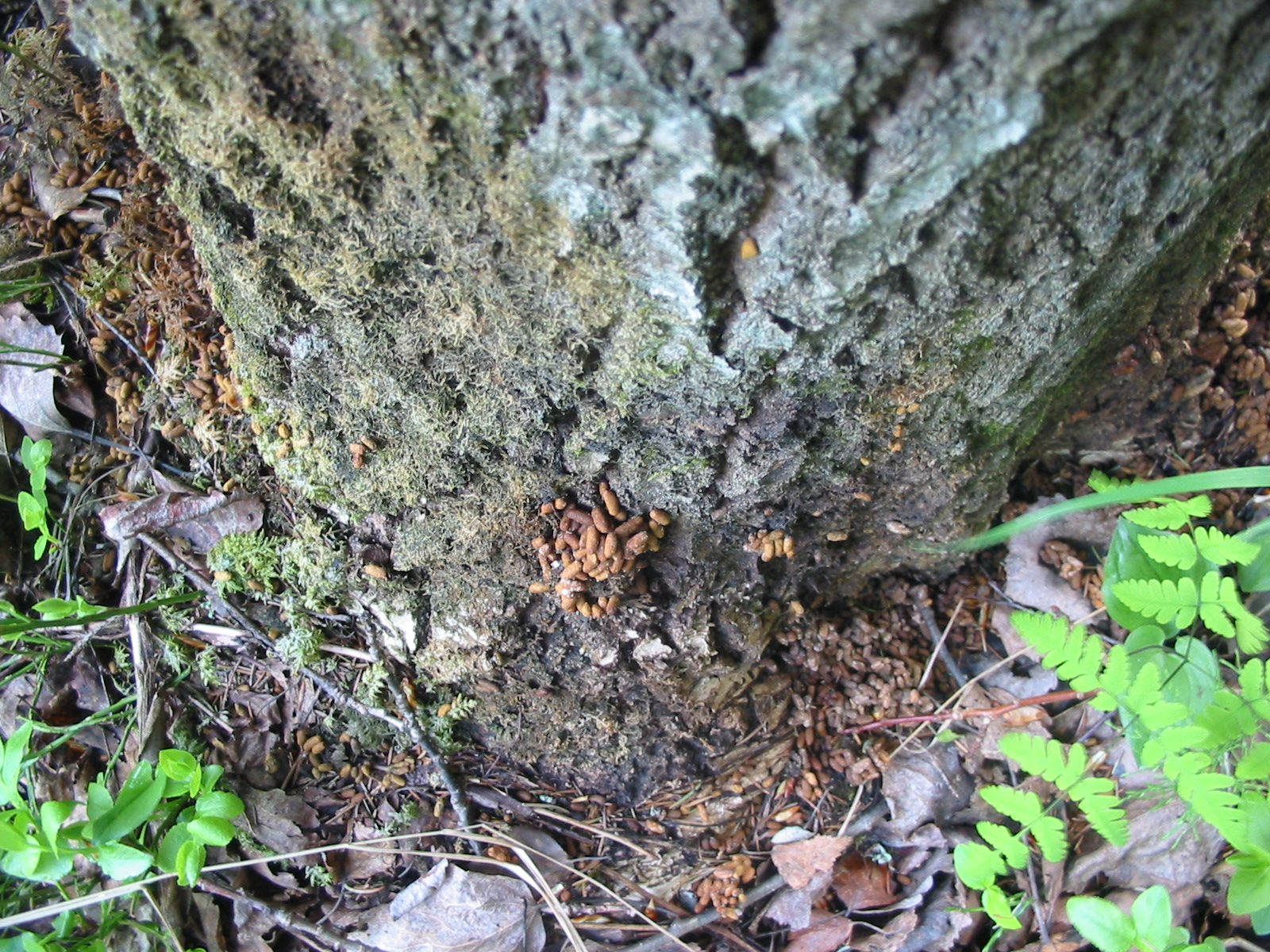
タイリクモモンガ（エゾモモンガの別亜種）の巣穴の下に落ちている糞

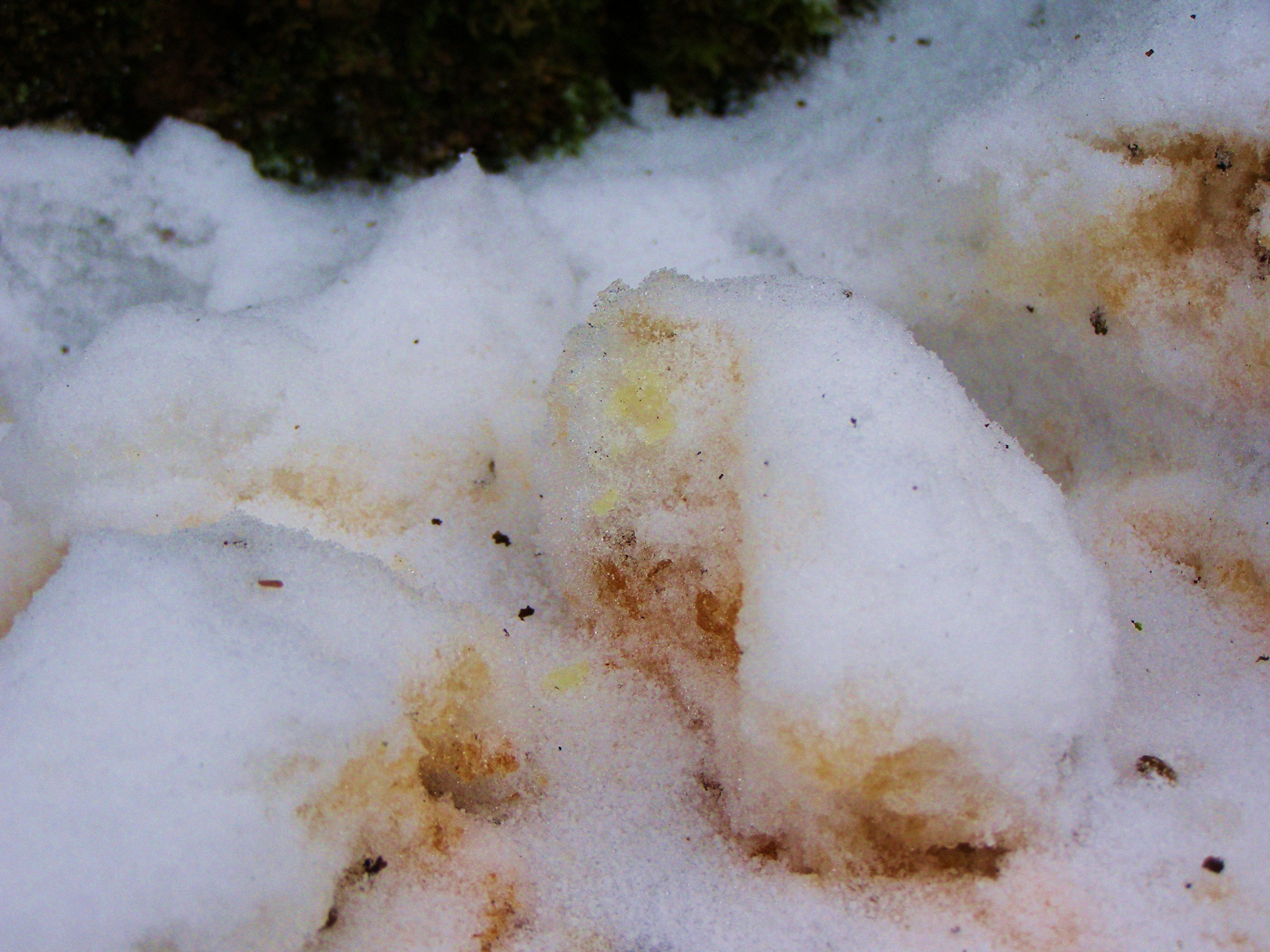
タイリクモモンガの巣穴の下に積雪がある場合、このように雪面が尿で汚れていることがある。

柳川らの観察記録によれば、エゾモモンガは巣穴を出る際、まず巣穴から顔を出して周囲を警戒し、次いで巣穴から体を出すとその度にグルーミング、糞・尿の排泄を規則正しく行い、特に日没後の活動開始時に最もそれらの行動を入念に行う傾向が見られた。巣穴を出る数分前に巣穴から顔を出す行動については、外の明るさが活動を開始するのに十分な暗さになっているか否かを確認するための行動であると考えられている。排泄の際、周囲に危険を感じない場合は低い場所で、危険を感じた場合は高い場所で用を足す。糞は長さ 7–15 mm、直径 3–5 mm 程度の米粒状糞、および柔らかい米粒状糞が集着した糞、不定形な軟便と3種類に大別されるが、多くの場合は長さ約10 mm、直径約4 mm である。また糞の色は黄褐色から緑褐色、もしくは暗緑色・赤銅色と多様で、1回の排糞量は多い時で40粒ほどである。糞は食痕がある場所、巣穴がある樹木（巣木）、移動経路上の休憩場所となっている樹下によく散乱しており、同じ巣に複数個体が同居している場合は巣樹の下に2,000–3,000粒も糞が溜まっている場合がある。エゾモモンガは食巣穴近くの樹木で糞をする習性があるため、巣木の巣穴付近の樹面に止まりながら排泄することも普通である。このため、巣穴下の樹面・根元の雪面は糞尿で汚れていることがあり、また巣穴近くに木の股がある場合、そこが糞尿で汚れている場合もある。樹洞からエゾモモンガが出入りする姿を直接確認できない場合でも、巣穴と思われる樹洞がある部位で樹径が約20–25 cm ある樹木で、樹皮面がエゾモモンガの糞尿で汚れているか、樹木の根本付近に総量 50 cc 以上の多量の糞（複数回の脱糞）が散在していることが確認できれば、エゾモモンガの巣木を見つける目安になる。

### 活動域・活動範囲
エゾモモンガはほとんど樹上生活か、それに類する生活を送っており、滑空能力を得るために四肢の間に飛膜を発達させている。このため地上での行動は緩慢で、積極的に地上に降りることはほとんどない。このため雪面・地面で足跡を見ることはほとんどないが、地面を跳躍歩調する際にも飛膜を広げるため、揚力が働き、着地圧が軽減される。このような理由から手足の着地痕が不鮮明になりやすい一方、新雪上では雪面に飛膜痕が残ることが多い。雪上に残る飛膜痕は幅 7–15 cm、長さ 10–40 cm の長方形の擦り跡で、そのあとの中に手足跡が残っていることが多い。また爪が鋭いため、垂直の樹木・建造物などのモルタル壁の表面を垂直・上下左右へ自由に移動できる。
活動範囲は巣を中心とした領域で、その広さはオスで約2ヘクタール (ha) ・メスでは約1 ha である。メスは少なくとも繁殖期に縄張りを持ち、複数個体で互いに縄張りが重なり合うことはない。また生息している森林が防風林に隣接している場合でも、隣接する防風林を利用して林外に出るようなことはほとんどない。一方でオスは縄張りを持たず、メスより広い行動圏を持ち、オス同士の行動圏は大きく重なる。柳川 (2002) によれば、テレメトリー法で測定したメスの縄張り面積は平均1.7 ha、オスの行動圏面積は 4.8 ha で、うち道路・農耕地などエゾモモンガが利用できない領域を除いた森林だけの面積はメスが 1.1 ha、オスが 2.2 ha であった。このようにオスがメスに比べて広い行動範囲を有する理由は、自身の行動圏を広めることによってその中により多くのメスの行動圏を内包することで、多くのメスと交尾を行う機会を得るためだろうと考察されている。
エゾモモンガは基本的には単独で生活するが、1つの巣に複数の個体が同居していることも少なくない。特に冬季には複数個体で1つの巣に集まって越冬する場合がある（後述）。

### 巣
エゾモモンガはアカゲラの古巣である樹洞、自然にできた樹洞、人為的に樹木に架けた鳥用の巣箱、人家などの屋根裏、エゾリスの古巣など、様々なものを巣として利用する。小枝・樹皮を利用して、樹上に球状の巣を作ったり、凍結してできた樹木の割れ目を巣穴として利用したりする場合もある。浅利裕伸や柳川久が、帯広畜産大学に隣接する狭小な林地に生息するエゾモモンガの個体群の巣穴の利用状況について調査を行ったところ、1個体あたりの利用した巣の数は非積雪期（4月から11月）で4–8個、積雪期（1月から3月）で2–4個程度で、非積雪期には主に巣箱や樹洞が多く利用された一方、積雪期には樹洞や樹上巣の利用が主になり、巣箱の利用頻度は少なくなったという結果が出ている。彼らはこのような調査結果から、積雪期に巣箱の利用頻度が減り、樹洞や樹上巣の利用が増える理由については、積雪期は気温低下と食物の減少によってエゾモモンガの活動が減少し、巣内で過ごす時間が増えるため、エゾモモンガは保温性の高い特定の樹洞や、樹洞より保温性は劣るが、巣箱より高い位置にあるため日射を受けやすく、巣箱よりは温暖な樹上巣を好んで利用するのだろうと考察した上で、積雪期には低温に耐えうるような最適な巣を選び、そのような巣を長期的に利用していると指摘している。その一方で非積雪期に巣箱の利用率が積雪期より上昇し、また利用する巣の数も増加する理由については、気温の上昇によって外部寄生虫の活動が活発になるため、それを回避するために複数の巣を移動する必要があることが理由であろうと評している。またフィンランドのタイリクモモンガが1個体につき2–14個、アメリカ合衆国北西部のオオアメリカモモンガ Glaucomys sabrinus が2–12個の巣をそれぞれ利用するという報告を踏まえ、彼らは狭量な森林に生息するエゾモモンガは巣の絶対数により、生息数が制限されている可能性を指摘している。
巣穴の出口は500円硬貨程度の直径があれば出入りできる。樹洞を巣穴として用いる場合、入口がほぼ円形ないし卵形で、直径 4–6 cm 程度の物を好むが、出入口を歯で齧って形状を改善する場合もある。巣穴の入口が広いとエゾクロテンなどの天敵に襲われる危険性が高いため、狭い巣穴を好む。小鳥用に人為的に設置された巣箱を利用する場合、口径 4 cm 程度の出入り口を特に好む。柳川は北海道の樹洞性リス類であるエゾモモンガとエゾリスの2種について、エゾモモンガはアカゲラの古巣（直径約4.5 cm）程度の樹洞でも育児に十分な体格であるため、年間を通して樹洞を繁殖用やねぐらとして利用する一方、エゾリスは基本的には樹洞に営巣するのではなく球状巣を作って繁殖用の巣やねぐらとして利用することが多いと述べた上で、その一因にはエゾリスはエゾモモンガより大型であるため、子育てをする際にはアカゲラの古巣程度の樹洞は小さすぎるという事情があるためだろうと述べている。
エゾモモンガが巣穴として使う樹洞は大別して、繁殖用の巣穴と、（接近してきた天敵から一時的に避難するための）仮の巣穴の2種類があるが、前者の目的で使用する樹洞は地上からの高さ、入口の大きさおよび方向、中の広さ、餌場および針葉樹の避難場所が近いことなど、好条件がすべて満たされたものに限られる。目黒誠一は、エゾモモンガが巣穴として利用する樹洞の条件として、出入り口が南方か西方までの間を向いている点、内部に巣穴を出る前の準備運動のために必要な縦長の空間がある点、周囲100 m以内に食物となる木があること、付近に天敵に襲われそうになった際に避難場所となる針葉樹がある点を挙げている。また普段の巣穴とは別に、天敵が接近した際などの避難用として4–5箇所の巣穴を確保しているとも述べている。一方で名嘉真（林）咲菜 (2007) は自身の観察事例として、エゾモモンガが巣穴として利用していた樹洞34個、およびそれらの樹洞が存在していた34本の樹木について、76.5％（26本）が生きた樹木であり、また76.5％（26個）の樹洞はキツツキ類のものであったこと、入口の方角は32.4％（11個）が北向き、26.5％（9個）が東向きで、南向きや西向きはそれぞれ20.6％（7個）であったと報告している。ただし樹木の生死については、調査地の樹洞はほとんどが生きた木にあったため、結果的に樹木の生死に関係なく樹洞のある樹木を利用したのだろうと考察している。実際に樹木の生死は問わず、枯れ木の樹洞をねぐらにしていたエゾモモンガもいたとする報告がある。また樹洞の方角については、8方位のうち北・西・東を除く5方位に向いており、利用された樹洞と利用されなかった樹洞との間に有意な差は見られなかったとする報告もある。
冬季に利用された樹洞については、冬季以外のみに利用された樹洞と比べて深かったという報告がある。これは冬季には集団で1つの巣穴に集まって越冬する習性がある（後述）ことから、冬季に利用する樹洞は単独で生活する時期に比べ、樹洞内部の広さが必要になるためであると考えられている。
増田泰 (2001) は、自身が斜里町立知床博物館の周辺で発見したエゾモモンガのねぐらの傾向として、それらのすべてがアカゲラ・クマゲラといったキツツキの古巣や天然の樹洞であり、斜面や尾根上に多く、人間の背丈ほどのものもあるが、確認できた限りでは地上からの高さ 3–4 m 程度のものが多く、巣穴の直径は 4 cm 程度が多かったと述べている。また、巣穴として使おうとしている場所に住み着いているエゾリスなどを追い出して自分の巣穴にする場合もある。伐採された木の洞や、解体した納屋から幼獣が保護された事例もあり、柳川 (2024) は野生個体のエゾモモンガが保護される事例としては、哺育中の母親が営巣している樹木が伐採され、母親が育児放棄したことにより、巣穴に取り残された幼獣が保護される事例が多いと述べている。なお、キツツキの古巣は繁殖用の巣穴としては使われないとする文献もある。
巣の中には乾燥した柔らかい植物性の巣材を運び入れ、その中で眠る。巣材に用いるものは、ヤマブドウなどつる植物の樹皮を細かく裂いたものや、枯れ木の乾燥した内皮をほぐしたもの、乾燥したコケ類・サルオガセ・枯れ草などで、繁殖の終わったシジュウカラ・ニュウナイスズメなどの古い巣材を用いる場合もある。またビニール紐、テグスなどの人工物も用いられる。
なお半樹上性の動物であるヒメネズミ Apodemus argenteus もエゾモモンガと同様の環境に生息し、かつ主に繁殖のために巣箱を利用するが、ヒメネズミの巣箱利用の増減はエゾモモンガの巣箱利用に大きく影響をもたらしてはいないと考えられている。

### 食性
食性は雑食性で、基本的には植物性のものを食べている。植物では木の芽・花・葉・樹皮の甘皮・種子、キノコなどである。種子・果実ではマツ類の球果（松ぼっくり）の種子やドングリ、ヤマグワ・イチイ・サクラの実も食べるが、クルミは食べない。ほぼ完全な植物食だが、昆虫など動物性の食物も食べることがあり、昆虫は成虫・幼虫・蛹を食べる。一方で同属のニホンモモンガについて、甲虫類や蛾などの動物は食べられないとする報告もある。なお古い文献では、時に小鳥の巣を襲って卵を食べる場合もあるともされていた。藤巻裕蔵 (1963) は、自身が採集したエゾモモンガを1959年2月から4月まで一時的に飼育した際の記録として、シラカバの花や芽、ツルハシバミの花、リンゴの実を食べたが、成鶏用配合飼料やシマリスが好むピーナッツ、チョウセンゴヨウの実、カイコの蛹は食べなかったと述べている。
四季ごとの主な食物は以下の通りである。
冬
11月から12月にかけての初冬の食物は、カラマツ・ハンノキ・ハルニレなどの落葉樹の樹皮・冬芽である。この時期には気温が低下し、日没後の活動開始時間が遅くなり、一晩の活動時間も短くなることや、樹木の種子はほとんど落下してしまい、地上に降りないエゾモモンガにとっては食物を確保しづらくなるため、短い活動時間のほとんどを摂食活動のために用い、厳しい冬に備えるべく、体重を夏から秋に比べて15–20%程度増加させる（後述）。
冬は主にトドマツの葉やカラマツ・シラカバの冬芽・小枝の皮、花穂などを食べる。これらの食物は、いずれも冬季も比較的大量かつ安定的に手に入るものである。トドマツを食する場合、主によく成長した直径 3–7 mm の枝を主に対象とし、枝先を噛み切り落として葉・芽・甘皮を食べ、枝先や葉の残骸、芽の外皮といった食べ残しが雪上に散らばっていることが多い。また噛み切った枝の葉をすべて食べるわけではなく、枝の片側や下側の葉列だけを食べている傾向が見られる。エゾモモンガの噛み切り落とした枝は断面が斜めに切られていることが特徴で、トドマツの場合、噛み切り落とされた枝の長さは 1.5–15 cm におよぶが、多くは 3–8 cm である。また針葉樹ではストローブマツ、エゾマツ、カラマツ、アカマツ、ドイツトウヒなどの球果、広葉樹でもキハダの果実、ハルニレ、ケヤマハンノキ、ヤナギ類、カツラなどの枝を噛み切り、芽や葉などを食べる。冬の場合、雪上に落ちている食痕が観察できる。
なおトドマツの樹上の葉を食べる動物は、エゾモモンガ以外にほとんど存在しない。エゾリスも積雪期にトドマツの枝先を噛み切り落とすことがあるが、エゾリスは芽だけを食べ、葉は食べないため、エゾモモンガの食痕とは区別できる。またエゾリスは5月中旬から6月にかけ、トドマツ・エゾマツなどマツ類の若葉がついた枝先を噛み切り、若葉を食べるが、この時期のエゾモモンガは主に広葉樹の葉を食べるため、マツ類の葉はあまり食べない。
2月は主にハンノキの花穂や冬芽を食べる。3月ごろにはハンノキの雄花の花穂を、3月下旬にはイタヤカエデの甘い樹液を好んで食べる。
春
春（4月から5月）の主食はヤナギ類やシラカバ、ハンノキなどの若葉、ヤナギ類やシラカバの花序である。
夏・秋
夏から秋にかけては、ヤマグワ・サクラ・シラカバ・カエデなどの実、未熟なドングリ（カシワ・ミズナラなど）を食べる。また6月ごろ、巣立ちを控えた幼獣は開葉の遅いカシワの花や若葉などを食べ始める。広葉樹・針葉樹の混交林では、春から秋にかけては広葉樹は葉・芽・雄花序・種子・果穂・堅果・漿果の7部位を食することが確認されているが、この時期は主に広葉樹を好んで食する一方、針葉樹の摂食は芽と種子に限られており、そのほとんどが夏から秋にかけての種子の摂食である。
5月から6月にかけては葉を多く食べるが、それはこの時期の樹木の葉（若葉）は柔らかくて繊維質が少ないことに加え、栄養も多いとされているためであろうと考察されている。ただしセイヨウハコヤナギの葉は秋（10月・11月）にも食べられており、その理由はこの時期には好んで食べる広葉樹の芽、種子類といった食物資源が減少するためと考えられている。秋に入り、夏期に葉を重要な食物として利用してきた落葉広葉樹が葉を枯らしたり、落葉させたりするようになると、ミズナラやシラカバなどの種子を中心に食べるようになる。
エゾモモンガは手の指が長いため、食物を手で持って食べることができる。地上には天敵の肉食動物が多いため、地上に下りて川・湖の水を飲むことはなく、水分補給は樹上で行う。夏は樹木の葉に付いた水滴を、冬は枝に積もった雪を飲み食いして水分を補給する。柳川らはエゾモモンガの水分摂取の傾向について、水分の多い葉を摂食する時期は水を飲まなかったが、主に子実を摂食する9月下旬以降はしばしば飲水する姿が観察され、また夜間に気温が氷点下まで低下する11月から4月にかけては、枝や地表に積もった雪を食べたり、比較的長時間氷を舐めたりしていたと述べている。
基本的には目標の樹木を発見すると摂食行動が終わるまではあまりそこから動かず、1箇所の樹木で食事をする。エゾモモンガが冬眠せず越冬できる要因としては、このような行動から余分なエネルギー消費が抑えられ、体力を温存できるためと考えられている。しかしその一方で、食事を終えて巣に帰る途中で、その時点の巣穴とは別に天敵接近時の避難場所、冬の共同生活・子育てに用いる巣穴として適した別の樹洞を探す場合もある。また1本の樹木の芽を食べ尽くすことはなく、樹木全体の芽のうち全体の5分の1程度、もしくは3分の1程度を食べるとその樹木ではそれ以上摂食せず、他の樹木で食事を摂るようになる。
長らくエゾモモンガの貯食に関する報告はなく、かつてはエゾシマリス・エゾリスとは異なり、秋季に種子を貯食することはないとする文献や、冬眠も食料の貯蔵もしないと記載された文献があった。しかし柳川久 (2005) は樹洞にカンバやハンノキの花穂が大量に蓄えられている事例を確認しており、これらの花穂を食物として利用し、かつ大量に運搬する動物がエゾモモンガ以外に考えられないことから、エゾモモンガも樹洞で貯食を行っている可能性を指摘していた。その後、2015年時点では松岡茂の継続的な研究観察により、エゾモモンガも貯食を行っている可能性が示唆されている。

### 滑空

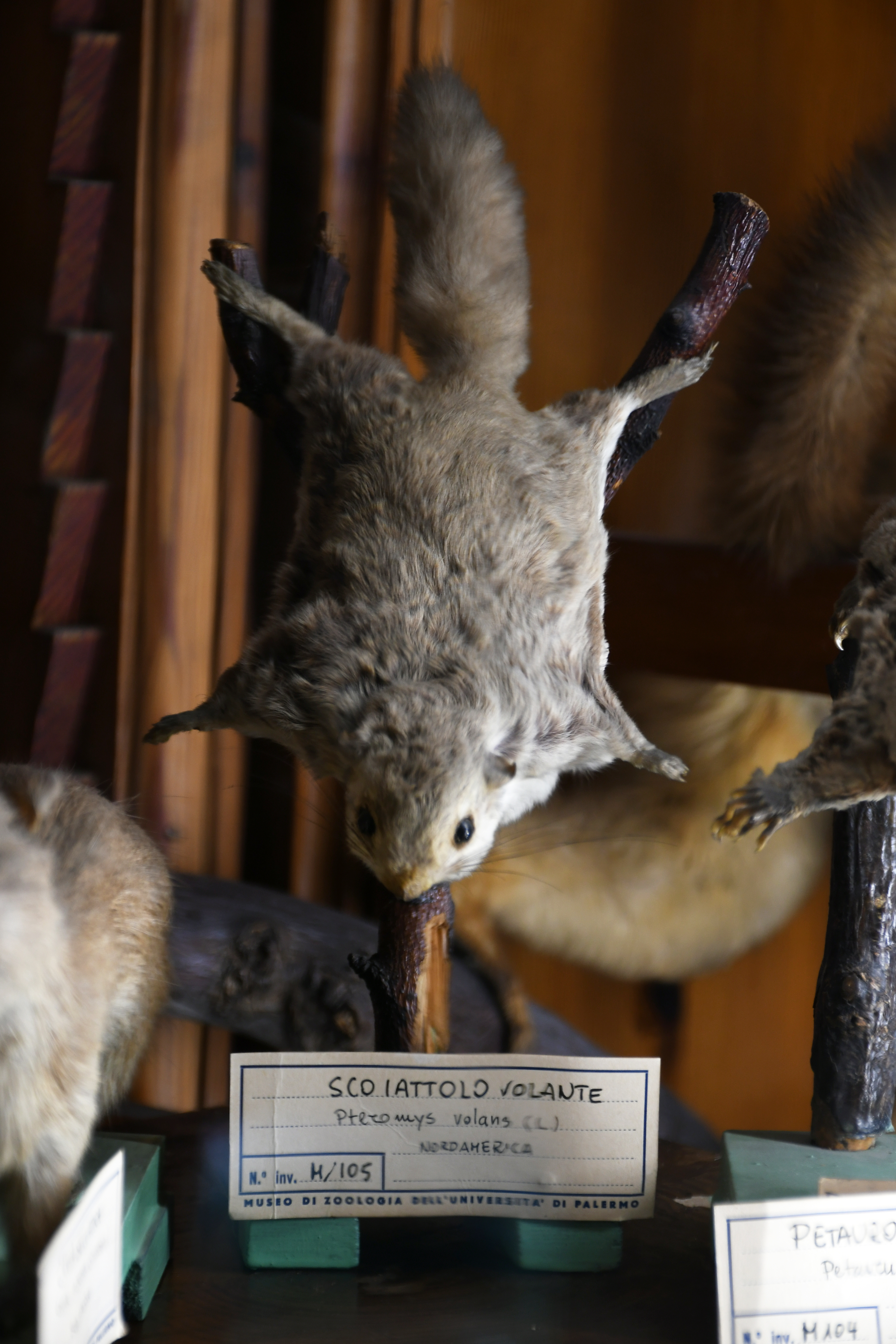
滑空するタイリクモモンガの姿を再現した剥製標本

エゾモモンガは飛膜を開き、高所から低所へ滑空することで移動する。樹上生活者にとって飛行による移動は、採餌や天敵からの逃亡などのために効率的かつ安全に移動できる方法であり、同じリス科のエゾリスも樹から樹へ跳躍して飛び移ることがあるが、エゾモモンガなど滑空する哺乳類はその「跳躍」をさらに発展させ、飛膜を発達させることでより長距離の飛行を可能にしたものであると考えられる。高橋美緒 (2004) はエゾモモンガにとって、滑空という移動手段は少ないエネルギーで効率的に長距離を移動できる手段であり、また天敵の多い地上を歩行する必要がないため、より安全な移動手段でもあると評している。
滑空する前に、まず垂直な樹幹を鋭い鉤爪で駆け上り樹上近くに到達すると周囲の様子を窺いながら目標の樹木を目指してジャンプし、次いで両手足をいっぱいに伸ばして飛膜を広げて滑空する、無風時の場合は樹冠から飛膜を開かずに落下して加速し、飛膜を開いて飛行距離を伸ばす。そして四肢を微妙に動かし、飛膜を使って揚力を調整しながら下降気味に飛翔し、目的の樹木手前でわずかに上昇して樹面にしがみつく。滑空時の速度は無風時の場合、秒速 4–5 m 程度で、追い風の場合はその数倍に達する。滑空速度は非常に速いため、薄明かりが残っていなければ、滑空する姿を人間が観察することは不可能である。
滑空可能な距離は、滑空比 (Glide ratio) によって評価される。滑空比の値が大きいほどより遠くまで滑空できると言える。この値は、滑空距離 (D) を滑空落差 (H) で除した値と定義される。ここで、滑空距離とは滑空開始から滑空終了した木までの水平距離、滑空落差とは滑空を開始した高さ (a) から滑空を終了した高さ (c) を差し引いた値とする。すなわち、次のように表現される。
Glide ratio =  D/H = D/a - c
地形などの条件によっては稀に 100 m 以上の長距離を滑空する場合もあるとする文献があるが、浅利裕伸らが2007年に発表した観察結果によれば、エゾモモンガの最大滑空距離は水平距離 50 m で、その滑空比は 3.3 であるが、平均では水平距離 18.90 m、滑空比 1.7 であった。最もよく観察された滑空は水平距離 10–20 m で、滑空比は 1.0–1.5 であったと報告されており、その理由としては長距離の滑空には強風や鳥類の捕食者といったリスクがあるためではないかと考察されている。また妊娠メスの場合は 1.3–2.0、哺育メス（幼獣を咥えて移動するメス）の場合は 1.0–1.2 であると報告されている。滑空比 1.0 とは、高さ 10 m の樹木から滑空を開始した場合、その樹木から最大で 10 m 離れた樹木まで移動可能であるということである。すなわち滑空比 1.0 のエゾモモンガが 10 m 以上離れた樹木に移動するためには、高さ 10 m を超える樹木が必要ということになる。滑空能力以上に樹木の距離が離れている場合、エゾモモンガの移動には支障が出ることになる。
滑空中、エゾモモンガの平たい尾は方向舵の役割を果たす。また前肢の外側にある翼端を用いて左右への旋回・方向転換を行ったり、頭や前後の肢を用いて飛膜を微調節することにより、加減速、上昇・下降などの動きを取ったりすることができる。時にはUターンや螺旋状の飛行を行うこともある。無風の時は高木から飛び降りて滑空する一方、追い風がある場合は追い風に乗り、向かい風の場合はゆっくりと飛行する。天敵に襲われるリスクを軽減するためか、着地すると素早く移動する。離木位置と着木位置の高低差が大きければ滑空可能距離が長くなり、着地した樹木からはさらに次の樹木へと移動することができる。このように滑空で移動することによる利点としては、滅多に地上に下りないため、積雪期に足跡を残さないことや、垂直移動が省略されることで樹木間の移動時間を短縮され、食事に費やす時間を多く取ることができることが挙げられている。

### 越冬
エゾシマリスは冬（11月から翌年4月）にかけて冬眠することが知られているが、エゾモモンガは冬眠しない。冬の生息地は場合により、気温が氷点下25℃以下にまで低下し、このような低温下ではエゾモモンガの髭が白く凍り付いたり、小さな体を吹き飛ばされるほど激しい猛吹雪が吹き荒れたりすることもあるが、エゾモモンガはそのような天候下でも摂食行動のため、巣穴の外へ出て活動する。ただし冬季は活動時間が極端に短くなり、活動開始・終了時間とも非常に不規則になる。野生個体の観察結果によれば、冬季は断続的に長時間の休息を挟みながら、日没から日の出までの間に2つから3つの短い活動時間帯が見られる。また飼育実験下では、冬季の1日の総活動時間は平均45分であった。12月から翌年の4月、もしくは11月から翌年の5月といった冬季に活動が低下する理由は、この時期には気温が低下することに加え、食物である落葉広葉樹の葉や種子が不足する時期であることから、代謝を低下させ、活動時間や出巣回数を減少させることや、活動時間を短くして外気に晒される時間を短くすること、休息を挟んで摂食活動を行うことにより、エネルギー消費を抑えるためであろうと考察されている。
このような冬の厳しい寒さに備えるため、エゾモモンガは秋に越冬への準備としてドングリなどを大量に食べ、豊富な栄養を摂取する。このことにより皮下脂肪を貯え、体重を15–20％増加させる。また体毛は10月から11月にかけて夏毛から冬毛になる。
またエゾモモンガは冬季に体を寄せ合い、保温効果を高める目的で、1つの巣穴に複数個体（通常は2–5匹、多い場合で10匹程度）が集まり、集団で越冬する習性がある。この時は性別・年齢・血縁関係の有無を問わず、同じ巣穴に複数個体が集まる。越冬場所として選ばれる巣穴は、条件が良くて餌場に近い樹洞である。目黒は自身の経験談として、1つの樹洞に最大で7匹のエゾモモンガが集まって越冬している姿を目撃したことがあったが、2009年1月時点では森林伐採などによる生息環境の悪化が原因で個体数が減少し、多くても4匹程度の集団になっていると述べている。エゾモモンガは無駄な争いを好まず、冬季に自分の巣穴へ他の個体が来ても拒絶することなく、互いに厳しい冬を乗り切る。このような集団での越冬生活は、交尾期に入る2月下旬から3月上旬ごろまで続くが、この集団の中のいずれかのメスが妊娠すると、それ以外の個体は雌雄を問わずすべて追い出され、それぞれ単独生活に戻っていく。なお増田泰は、冬季に1度利用された巣穴は少なくとも翌年の冬は利用されなかったと述べており、その理由については巣箱は使用した個体が移動する度に人為的な清掃が行われている事も踏まえ、連続して長期間にわたり同じ巣穴を利用すると巣の中が不衛生になり、環境が悪化するためであろうと述べている。5月中旬には主要な食物である広葉樹の若葉が生え揃い、この時期には活動量は11月以前と同等に回復していく。また、4月から5月にかけて再び冬毛から夏毛に変化する。

### 繁殖
エゾモモンガの繁殖期は初春から夏である。
1回目の発情期は2月下旬から3月下旬である。3月から4月を繁殖期とする文献、2月下旬から3月上旬ごろを交尾期とする文献もある。道北地方では交尾は3月下旬に行われることが多い。通常は夜行性であるエゾモモンガも、この時期は例外的に日中でも活動する姿が見られ、1匹のメスを複数のオスが追いかけるような形で飛行する姿も見られる。このような姿は、メスが妊娠を自覚するまで続けられる。また前述のように冬季はエゾモモンガの活動が低下する時期であるが、繁殖期を迎えたオスは例外で、このころには日没前から巣を出て盛んに鳴くオスの姿が観察される。富士元寿彦は、昼間に雌雄が一緒に行動するようになると、その雌雄は交尾が近いと述べている。ただし昼間はカラスやタカなどの天敵も多く、エゾモモンガにとっては命懸けの繁殖活動となる。
エゾモモンガは1頭のメスをめぐって2、3頭のオスが争う場合もあるが、ムササビのように激しく争うわけではないとする文献がある一方、オスは繁殖期の闘争が原因で命を落とすこともあるとする文献もある。またメスと同居しているオスは、別のオスが巣にやってくるとそのオスを追い払う。メスはオスとの交尾を受け入れる際は樹幹に貼りつき、じっとしているが、交尾を拒絶する際には横に突き出した枝に留まる。交尾はオスがメスの背中にまたがる形で行われ、体を密着させた状態で細かく震わせ、いったん離れてから再び体を密着させるという行動を3–4回程度繰り返す。1回の交尾時間は7–9分で、一晩のうちに何度も交尾を繰り返す。交尾を終えた雌雄はしばらく互いに寄り添っている。
出産回数はその年の繁殖期に1、2回で、通常は1回である。交尾後のメスは樹洞・巣箱に単独で営巣し、4月中旬から5月上旬に出産する。妊娠期間は不明で、1回の出産の新生子数は2–5匹、もしくは2–6匹で、多くの場合は3匹である。柳川久 (1997) がエゾモモンガの出産例38例について調査したところ、平均出産数は3.29頭で、2頭が8例、3頭が16例、4頭が10例、5頭が3例、6頭が1例だった。新生子は体長 5.0–5.6 cm、尾長は 2.2–2.5 cm で体毛はほとんど生えておらず、視力・聴力はまだない。子育てはメスだけで行うが、母子と成体オスが同居する場合もある。柳川 (2002) によれば、授乳中の母子とオスが同居している事例が複数回観察されており、それらの事例ではいずれも子は巣立っていなかったが、開眼して成長した状態であり、哺乳類においてこのように授乳中の母子とオスが同居することは非常に珍しい。夏季には子育て中のメスの巣穴に入り込んで母子と同居し、確実にメスと交尾しようとするオスもいる。2回目の交尾時期は、メスが幼獣を哺育中の時期である5月下旬から6月にかけてである。

#### 幼獣
出生直後の幼獣は赤裸で、ネズミ類やエゾリスの幼獣に似ているが、手足の間にわずかに飛膜がある点で区別できる。また耳介は頭部と癒着しており、手足の指も癒合している。
生後約20日で這うようになり、30日前後で腹を地面から離して歩いたり、物に登ったりすることができるようになる。耳の穴が開くのは生後平均20日で、開眼は生後約35日である。開眼までの成長の速度は、小型齧歯類にしては比較的遅いとされているが、開眼後は開眼前より早く成長するようになり、生後40日で自分で巣から出歩くようになり、約50日で滑空の練習を始めると、生後約60日（6月中旬から7月上旬ごろ）には体重が 60–70 g に達し、母親から独立する。
授乳期間は生後40日程度までで、幼獣は巣から出るようになると木の葉などを食べるようになるが、すぐに離乳するわけではなく、巣から出始めてからも約1週間程度は授乳してもらえる。授乳は通常、巣穴の中で行われるが、巣穴の外で行われた事例も観察されている。親離れした幼獣は、翌年には繁殖が可能となる。幼獣は滑空の練習をする際、小枝や葉に接触してバランスを崩したり、目標となる木の目測を誤ったりして地上に墜落することも多い。富士元は、成獣は幹に着地する際、手よりも足の方が先に着くが、幼獣は手の方を先に幹に着けるため失敗しがちであると述べている。
幼獣にはフクロウやヘビ、ダニなどの天敵がおり、生存率は低い。エゾモモンガの親はダニを避けるため、子育て中には巣穴にダニの天敵となるアリを共生させている。メスはノミなどの寄生虫増加や、子の糞尿による巣の汚染に対処するため、保育中に何度か巣を移転するが、移動中に誤って子を落としてしまう場合がある。その際、地面に落ちた子は母親に見つかるか、疲れ切るまで成獣と似た鳴き声（後述）を上げ、自分の場所を親に知らせる場合がある。母親は約30 m（室内調査の場合では 50 m）離れた場所からでも子供の鳴き声を聞きつけ、子供を発見することができる。しかしこの行動により、鳴き声を上げていた子供がフクロウなど夜行性猛禽類に襲われることも多い。またメスは緊急避難用に複数の巣穴を有しており、ヘビなどに巣穴を襲われた場合は親が子の腹を咥え、子を自身の首に襟巻きのようにしがみつかせた状態で別の巣穴に滑空して避難する。ただしこの避難の際には飛行距離が短くなる上、滑空途中で子供が力尽きて落ちてしまうこともあるため、成功率は20%程度である。
時には夏に発情する個体もいる。2度目の交尾期は春に生まれた子供が巣立つ6月から7月ごろで、夏に繁殖した場合、出産時期は7月下旬から8月である。この時期には、オスがメスのいる樹洞のそばで盛んに鳴いていたり、メスのいる樹洞のある木に交尾目的のオスが集まったりする場合がある。メスは2度目の交尾期を迎えるころ、巣立った子供たちを自分の巣から遠ざけ、子供たちも親離れしてそれぞれ単独生活を送るようになる。
幼獣の人工哺育は困難であり、札幌市円山動物園で飼育されていた「タロウ」（後述）は他に兄弟2匹と一緒に保護されたが、彼らは保護直後に死亡したという。また柳川 (2024) は、人工哺育に成功した2個体を野生復帰させるべく、発信機を取り付けて放獣したところ、1週間以内に2個体とも消息不明になったという事例を報告しており、一度人間によって飼育されたエゾモモンガの野生復帰は困難であろうと述べている。柳川はエゾモモンガの人工哺育時の自身の経験として、夜間には2、3時間おきの授乳が必要で、初期の哺育には市販の牛乳より成分が濃い犬・猫用の液体ミルクを与えているが、開眼後には市販の牛乳でも哺育できたと述べている。

### 鳴き声
エゾモモンガは「ジィージィー」と鳴く。この鳴き声を上げる際は口を開閉し、喉と胴部を震わせながら発声するが、その鳴き声はさほど大きくない。また繁殖期のオスの鳴き声は「ジュクジュク」と形容される。成獣は交尾期以外にはほとんど鳴かないが、幼獣はエゾリスなど他のリス類の子と異なり、巣の引っ越しの際に母親と離れ離れになった際などには非常によく鳴く。このようにエゾモモンガの幼獣が頻繁に鳴く理由は、夜行性であるが故、視覚による子の探索がほとんど不可能であるためと考えられている。なお、エゾモモンガの母親は自身の子供と他個体の子供を鳴き声で区別することができないため、柳川は保護した幼獣を野生復帰させるべく、その幼獣の母親とは別の哺育中の母親に幼獣の鳴き声を聞かせ、幼獣を拾わせることで「里子」に出したところ、拾われた幼獣もその母親の実子とともに順調に生育した例があると述べている。
また開眼して自力で行動できるようになった幼獣は、母親と離れ離れになった際には同じような声で鳴き交わしながら相互に歩み寄る。さらに成長した子の場合、巣の中で鳴いている母親の声を頼りに自力で巣に戻る。

### 寿命
野生個体の寿命は3年未満である場合が多いが、飼育個体の寿命は約4–5年とされる。
動物園における飼育個体が長期間にわたって生存した事例としては、札幌市円山動物園で9年4か月間にわたり生存したオス個体「タロウ」や、釧路市動物園で約8年半にわたって飼育されていた個体（2002年保護、2011年3月7日死亡）の事例がある。「タロウ」は生後十数日だった2004年5月17日に円山公園で保護されて以来、円山動物園で飼育されており、3歳になった2006年8月の時点で、人間で言えば平均寿命を超えていると評されていた。同年から飼育員と飼育員の間を約4 m 滑空する飛行ショーが人気を博し、4匹の子の父親にもなっていたが、2013年9月17日に老衰のため死亡した。

### 天敵
エゾモモンガの天敵には、エゾクロテン、エゾフクロウなどの猛禽類やカラスといった肉食性の鳥類、キツネ、アオダイショウなどがいる。シマフクロウ・クマタカなど希少な猛禽類もエゾモモンガを捕食する。
市街地や農耕地に生息するエゾモモンガの天敵としては、クロテン・エゾフクロウ・ハイタカ・ネコなどが挙げられる。特に滑空に失敗して地上に墜落した個体はクロテン、キツネ、ノネコなどの天敵に狙われやすい。ネコは飼い猫・野良猫とも天敵となり得る生物であり、市街地では主にネコがエゾモモンガの重要な捕食者になっている。柳川 (2024) は過去に十数件以上、傷病鳥獣としてエゾモモンガを保護した経験があるが、その中には飼い猫によって負傷させられた個体が複数おり、それらの個体はほぼすべて数日以内に死亡したと述べている。また増田は、ネコはイヌに比べて放し飼いにされることも多いため、特に人間の生活圏と隣接した林ではエゾモモンガだけでなく、エゾシマリス・エゾリスなどの小型哺乳類や小型鳥類にとって大きな脅威となっており、知床国立公園内でも姿を見かけることがあると評している。特定外来生物のアライグマがエゾモモンガの巣を狙っていると見られる姿も観察されている。エゾモモンガはマダニに寄生されると死亡するという説もある。
渡辺義昭ら (2019) は網走市内の森林における観察記録として、フクロウの観察率が高くなるとその地点では翌年にエゾモモンガの巣穴利用樹木数が減少し、逆にフクロウによるエゾモモンガの捕食圧が低下したと考えられる翌年にはエゾモモンガの巣穴利用樹木数が増加したという調査結果が出た一方、その森林でエゾモモンガが少なくなった時期には、フクロウはタイリクヤチネズミやクマネズミ属などネズミ科の動物を主に捕食していた事実が認められることから、この森林に生息するフクロウはエゾモモンガの生息密度が高い時期にはエゾモモンガを、ネズミ科の動物が多い時期にはネズミ科の動物をそれぞれ多く捕食しているのだろうと考察している。また澤田石理紗らは、エゾモモンガの巣の近くにフクロウの剥製を設置したり、エゾモモンガが巣穴から顔を出した際にフクロウの剥製を飛ばして巣穴のある樹木に衝突させるか、フクロウの鳴き声を聞かせるかしたりするという実験を行ったところ、それらの樹木（特にフクロウの剥製を衝突させた樹木）では実験を行っていない対照区の樹木に比べて有意にエゾモモンガが巣を移動する割合が高くなったと述べている。
このように天敵が多いエゾモモンガであるが、自身は攻撃力を有さない。そのため素早く確実に移動する必要があるが、常に天敵に見つからないよう、周囲を警戒しており、樹上では自分の体が天敵に見つからないよう注意している。天敵に気づいた場合、それが立ち去るまで気づかれないようにじっとして動かないが、時にはその時間が1–2時間におよぶ場合もある。一方で目黒誠一 (2000) は、1981年から北海道で動物写真家として活動している自身の体験談として、エゾモモンガの撮影を長期間にわたって続けていたところ、自分がそばにいると天敵に狙われないと学習したためか、レンズの先端から約20 cm ほどまで接近しても逃げなくなったと述べている。また巣穴（樹洞）の中にいるエゾモモンガは。樹幹に振動を与えると巣内で身を固めて出てこなくなるとする文献や、樹上で食餌している際は上空からの天敵に気づくと樹上の雪の塊の下に隠れたり、針葉樹の葉の中や木の根元などに逃げ込んだりするという文献もある。

## 人間との関わり
エゾモモンガはアイヌ民族から「アッカムイ」と呼ばれ、古くからその存在を知られていた。静内郡静内町田原（現：日高郡新ひだか町静内田原）には、妻と仲睦まじかったオタスツの酋長が横恋慕してきたポンカンナカムイ（蛇神）によって妻との仲を引き裂かれそうになるが、これを苦にして山中で自殺しようとしていた彼の妻が森の中で出会ったアッカムイ（エゾモモンガ）に真実を知らされ、夫を奪おうとしていたポンカンナカムイを殺し、夫婦仲を修復したという昔話に由来した「アッカムイの子守歌」という神謡があり、この神謡では「ハタハ オー」というフレーズが繰り返される箇所がある。
また幕末に蝦夷地（現在の北海道）を探検した松浦武四郎は著書『後方羊蹄日誌』（しりべしにっし）で、アイヌ語で「アツポウ」と呼ばれていたエゾモモンガを「毛美」（もみ）として挿絵入りで紹介しているが、その挿絵は本土に分布するムササビとほとんど同じである一方、松浦自身はこの動物を「是䴎鼠の一種かと思はれるとも大に異る也、朽木の穴に住み至て柔弱（ヨハキ）もの也、毛もまた至て和らか也、余石狩の産とアツケシの産と二つを蔵せり」と述べている。しかし夜行性であるため、記録された時期は遅かった。また一生のほとんどを樹上で過ごすこと、小型である上に警戒心が強く、動きも素早いことや、姿を見せる時間がごく短いこと、一度の滑空で高距離を移動することから、継続して観察することは困難である。これらの理由から、エゾモモンガの生態には不明点が多いとされ、発見・追跡は非常に困難で、撮影も難しい。加えて、一生のほとんどを樹上で過ごし、天然の樹洞やキツツキ類の古巣を巣穴として利用するため、捕獲も困難である。このため生息の確認は容易ではなく、伐採現場での保護などで生息の事実が知られることも多い。そのような特性に加え、人間にとってはほとんど利害をもたらさない動物であったため、あまり注目されなかったことから、かつてエゾモモンガの生態はほとんど研究が進んでいなかったが、小鳥用の巣箱を巣穴として利用することが判明したため、電波発信機を用いたテレメトリー法による追跡調査が可能となり、その生態が明らかになっていった。一方で北海道東部では巣箱を用いた生態の研究が盛んに行われているが、その他の地域での報告は極めて少ないとする文献もある。
エゾモモンガに寄生するノミの一種リスナガノミ Ceratophyllus indages indages は、ヒトからも吸血する。
エゾモモンガはフクロウ類やエゾクロテンといった肉食動物たちの重要な食物となっている（前述）ことから、森林の食物連鎖の底部を支える存在であり、エゾモモンガを保護することはそれらの肉食動物の保護にもつながると評されている。また愛くるしい容貌から、自然保護関係者からは人間たちに森の大切さを考えてもらうためにうってつけのキャラクターとして注目されている動物であり、ネイチャー番組や動物番組でも馴染みの動物とされている。

### 利用
エゾモモンガは小型の動物であり、またその毛皮はかなり薄く、持久に耐えない。このためその毛皮にあまり価値はないが、質が柔らかいため、寒地では耳掛けなどに用いられていた。
なお、エゾモモンガは2015年時点で狩猟鳥獣には指定されていない。かつて日本では1994年度にエゾリス・ニホンリス・ムササビの3種が除外されるまで、リス科動物7種のうち5種（エゾリス・ニホンリス・ムササビ・シマリス・タイワンリス）が狩猟獣に指定されていたが、ニホンモモンガとエゾモモンガは狩猟獣には指定されていなかった。
犬飼哲夫 (1961) はエゾモモンガについて「飼育すれば人に慣れ易く愛玩動物となる。」と述べていたが、2025年時点では鳥獣保護法により、学術研究などの場合を除いて捕獲は禁止されている。

### エゾモモンガを取り巻く脅威
エゾモモンガは市街地周辺の緑地にも生息し、個体数も少なくない種である。特に道東地方では集落周辺にも生息しており、最も身近な野生動物の一つと評されている。川道武男 (1997) はエゾモモンガについて、生息面積の広さから普通に見られ、絶滅の危険はないと評している。
しかし森林の伐採や孤立化、食物の不足などにより、2013年時点では生息数は減少傾向にあると報告されている。目黒誠一は2002年（平成14年）時点で、自身が撮影のフィールドとしている旭川市近郊のエゾモモンガは約20年前から半減していると証言している。
森林伐採などによる生息環境の破壊
柳川久 (2004) は、エゾモモンガは夜行性の小型哺乳類であるため、正確な生息数を把握することは難しく、以前と比べて減少傾向にあるか否かも明らかにはなっていないが、棲み処・食物・移動手段のすべてを樹木に依存しているため、彼らにとって森林破壊は脅威であると述べている。
市街地や農耕地の残存林に生息するエゾモモンガにとっては、林同士をつなぐ防風林（並木）が他の林との往来のための通路として役立っているが、それらの防風林などの小規模な林は道路・耕地の大規模化・効率化のために分断されたり、孤立したりすることも少なくない。柳川は2002年時点で、エゾモモンガが生息林と他の林とを往来するために利用している防風林は農業の大型化・機械化の煽りを受け、次々と伐採対象にされていると評している。
それらの防風林が寸断されると、地面に降りて移動することができないエゾモモンガは他の林へ移動できなくなり、繁殖・分散が正常に行えなくなるため、結果的に個体数の減少につながる。これは滑空によって移動するエゾモモンガにとって、木と木の間の距離が離れすぎると目的の木まで滑空することができなくなり、分断された環境同士を横断することができなくなるためであり、分断された個体群は限られた資源を利用せざるを得なくなり、また他個体群との交流もできなくなるため、近親交配が強まり、将来的には個体群の消失につながる。浅利裕伸は、少数個体（1–2個体）のエゾモモンガが生息していた孤立樹林では、その翌年にエゾモモンガが姿を消し、糞や食べ痕などの生息を裏付ける痕跡も確認できなくなった事例があると述べている。またエゾモモンガの滑空比は最低で1.0程度である、すなわちエゾモモンガが高さ 10 m の樹木の樹冠から安全に滑空できる樹木は、最大でもその樹木から半径 10 m 以内にある樹木であると言える（前述）と述べた上で、エゾモモンガを安全に道路横断させるためには、例えば道路建設によって分断された林縁間の距離が 10 m である場合、林縁の木の高さが少なくとも 10 m は必要であると述べている。また柳川は、帯広市の調査では分断された2つの森林の両端の木の高さが 10 m の場合、林の間隔が約30 m 以上離れていると、エゾモモンガは互いの林を行き来することができなかったと述べている。
柳川 (2004) は、帯広市の市街地やその周辺では直近100年間で90％以上の森林が消失し、それに伴ってエゾモモンガの個体数も100年前の10分の1にまで減少したと述べ、2000年代時点で生き残っているエゾモモンガたちは伐採を免れた小規模な森林に生き残った個体群であると述べている。釧路市動物園では2007年（平成19年）時点で、約5年おきにエゾモモンガを保護しているが、そのほとんどが木の伐採により巣穴を失った幼獣を保護した事例だという。
その他の脅威
森林破壊以外にも、エゾモモンガの生存を脅かす脅威がある。エゾモモンガやニホンモモンガなどの動物が有刺鉄線に引っ掛かって死亡した事故例が複数例報告されていることから、柳川 (2002) はエゾモモンガにとって、人間の住環境周辺は安全な住処とは言えないと指摘している。
また、かつては中国やロシアから別亜種のタイリクモモンガがペットとして輸入されており、もしこれらの個体が逸走すれば、交配や競合によって在来のエゾモモンガが駆逐される恐れも指摘されていた。川道武男は、ペットとして在来種と同一種の別亜種や在来種の近縁種であるリス類（エゾリスやニホンリスに対するキタリス、エゾシマリスに対するシベリアシマリス、ニホンモモンガやエゾモモンガに対するタイリクモモンガやアメリカモモンガ）がペットとして輸入されていることにより、それらが逃亡して定着する可能性が高まっており、仮にそうなれば外来種が在来種を駆逐したり、在来種と交配したりする危険性がある点や、輸入ペットからペストや狂犬病などの病原体が在来種や人間に感染して広がる危険性を指摘しており、また北海道のみに分布する3種（エゾモモンガ・エゾリス・エゾシマリス）が本州以南に移動した場合も同じく危険であるとして、ペットとして輸入される齧歯類がそれら日本の生態系に与えうる潜在的脅威を取り除くためには、輸入禁止の手段をとるほかないと述べている。その後、キタリスとタイリクモモンガは2006年（平成18年）2月1日に特定外来生物として指定され、輸入や飼育・販売などが原則禁止された。

### 保全
川道はエゾモモンガの保全にあたり、分布範囲を把握する調査が必要であると指摘している。
柳川が所属する帯広畜産大学では2004年度の国立大学法人化に伴い、学外の運営委員からキャンパスの環境整備が提案され、その一環として「枯れ木の伐採やせん定など樹木保全」を図る方針が示されたが、柳川はエゾモモンガ・エゾリスの両種とも樹洞を棲み処として利用しており、その樹洞を有する枯れ木を除去することは同時に大学の中期目標として示されていた「リスの住む緑豊かなキャンパス」とは相容れないという意見書を提出し、結果的にほとんどの樹洞を有する樹木が保全されることになったと述べている。

#### 道路横断構造物の整備事例
帯広市では、エゾモモンガなどが生息する防風林を分断する形で帯広広尾自動車道が建設されることを受け、野生動物のロードキルが懸念された。このため北海道開発局帯広開発建設部は柳川からの提案を受け、帯広畜産大学や帯広市内の環境コンサルタントとの協議の上で、帯広市川西町の「帯広川西道路」に、エゾモモンガのための移動用設備を設置した。それは「滑空移動用支柱」と「跳躍移動用ブリッジ」の2種類である。
滑空移動用支柱
前者は、エゾモモンガが滑空によって道路を安全に横断することができるようにすることを目的に、約19 m ある道路を挟む形で道路両端に設置した2本の支柱で、2002年3月に整備された。
これらの支柱は鉄製であるが、表面にはエゾモモンガが登り降りできるよう、カラマツの樹皮が貼り付けられている。支柱の高さは道路面から約10 m、地上から約16 m であるが、これは当時はエゾモモンガの詳細な滑空能力（前述）が未解明であったことから、海外に分布する類似種の滑空能力を参考に、滑空比を2.5–3.0程度（＝高さ 10 m の地点から 25–30 m 程度滑空できる）と仮定した上で、支柱間の距離である 21 m を安全に横断できるように想定して建設したものである。また支柱の上部に横棒の止まり木を設置することで、止まり木まで到達したエゾモモンガがそこから滑空できるようにしている。さらに支柱の周囲にはカラマツなどの樹木が植樹されており、これらが成長すれば将来的には滑空移動用支柱だけでなく、これらの樹木を利用して滑空することもできるであろうと想定されている。
跳躍移動用ブリッジ
後者は、道路下にエゾモモンガやコウモリなどが安全に横断できるトンネルを設けた上で、トンネルの中に通した橋である。
エゾモモンガは連続した樹木や樹冠を移動する際、枝伝いに歩行・跳躍する性質があるため、カラマツの半割丸太（直径 15 cm）を「跳躍移動用ブリッジ」として、地上からの高さ 3 m の位置に、周辺の立木や前述の滑空移動用支柱と連結する形で渡したものである。
このような道路下をくぐるモモンガ・コウモリ用のトンネルは、同じ帯広広尾自動車道の河西郡中札内村区間（幸福IC - 中札内IC間）の建設にあたっても、道路建設によって防風林が分断されることを受けて整備がなされている。
その後、道路横断構造物周辺に設置されていた巣箱をエゾモモンガが巣として利用していることが確認されたため、その巣箱を滑空移動用支柱に移設したところ、巣箱の中にいたエゾモモンガは滑空移動用支柱の頂点まで登り、飛び立ち用の丸太から滑空して道路反対側の樹木に着地したことが確認され、また跳躍移動用ブリッジの方もエゾモモンガが調査開始2年目には118回利用していることが確認されたことから、これらの構造物の設置はエゾモモンガの移動経路を確保する上で有意義なものであったと結論付けられている。
柳川は、帯広市ではエゾモモンガだけでなく、エゾリスに対しても「エコ・ブリッジ」と銘打った道路を安全に横断できるようにした設備の整備が行われているが、リスがより好む材質・構造、トビ・カラスなど上空からの天敵、および積雪・着雪に対する課題なども多いとして、道路建設関係者と野生動物の研究者が協力してこれらの課題の解決に取り組む必要があると述べている。

#### 動物園における繁殖・研究

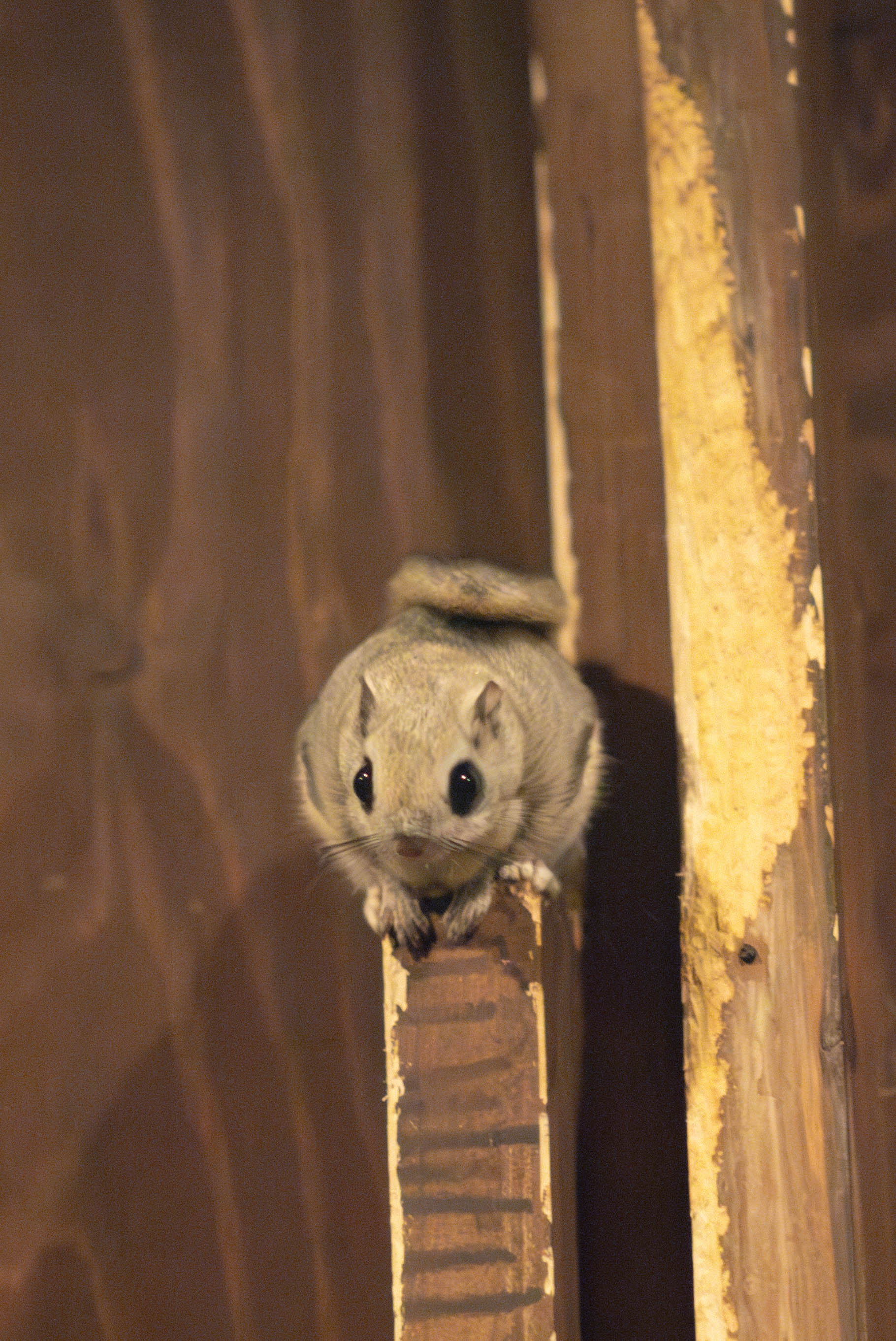
旭山動物園で飼育されているエゾモモンガ

札幌市円山動物園では1967年からエゾモモンガの飼育・繁殖に取り組んでいるほか、釧路市動物園・おびひろ動物園・旭川市旭山動物園でもエゾモモンガが飼育されている。旭山動物園ではエゾモモンガの他、エゾヒグマ、キタキツネ、エゾタヌキなど、北海道で見られる動物の展示が充実しているが、そのほとんどは人間との接触や事故などによって生命の危機に晒されたり、親を失ったりした動物であると報じられている。同動物園はエゾモモンガの生態を開園時間中の昼間にも観察できるよう、屋内展示施設の「エゾモモンガ舎」を2021年に新設したが、この施設は日中は室内を暗くし、夜間は照明で明るくすることによって昼夜逆転させている。
おびひろ動物園が2015年に10歳以上の来園者たちに対するアンケート（有効回答数197人）を行ったところ、野生個体のエゾモモンガを見たことがあるという回答は21.5％、エゾモモンガが市街地の公園などにも生息する身近な動物であることを知っていたという回答は15.7％といずれも低く、野村友美ら (2016) はこのアンケートにより、エゾモモンガの存在に対する認識の低さが明らかになったと述べている。その一方で「エゾモモンガをどう思うか」という質問に対しては「かわいい」が80.5％、「かっこいい」 (9.2％) や「美しい」 (7.2％) を合わせると93.3％と好意的な回答が多くを占めたことを受け、エゾモモンガは大きな眼、小さな体といった特徴から、人に好印象を与える動物と考えられるため、野生動物や自然に対する興味を持つきっかけとして市民に受け入れられやすい可能性があると評している。その上で、2016年時点で二十数年間にわたってエゾモモンガに関する様々な研究を行っている帯広畜産大学と連携し、エゾモモンガを題材とした教育的取り組みを行うことにより、より効果的な自然教育を行うことができるであろうと述べている。また同動物園は2017年時点でエゾモモンガの室内繁殖にも取り組んでいるが、繁殖が思うように進んでいないため、同年度から帯広畜産大学との共同研究に取り組み、より詳細な生態を解明することで人工繁殖に役立てることを目論んでいる。

### 獣害
柳川久 (2016) はエゾモモンガについて、農作物への被害や人身事故の危険などといった人間との間に起きる軋轢は知られていないと評している。
しかし第二次世界大戦前には、エゾモモンガは北海道の主要樹種であるトドマツの新芽や雄球花を食害するため、林業関係者からはトドマツの結実や新芽の生長を妨げる害獣とみなされていた。また1957年には帯広営林局管内中標津営林署養老牛国有林で、エゾモモンガがカラマツ120本の樹枝先端を食害したという事例が報告されている。その一方で、害獣として駆除を要するほどの実害は発生していないとする文献もある。
また日本野鳥の会の出版していた雑誌『野鳥』でも、鳥類の保護・増殖を図る目的で設置される巣箱にエゾモモンガが侵入し、その巣箱に営巣していた鳥が抱卵中に巣を放棄したり、初めから鳥が営巣しなくなったりするという被害が報告されていた。

### その他
エゾモモンガは北海道の野生動物でも屈指の高い人気を有する動物であると評する声があり、被写体としての人気も高いが、エゾモモンガを撮影する写真愛好家によるマナートラブルの存在が報じられる場合もある。
2021年には、京王プラザホテル札幌が「北海道に生息するかわいい小動物たちの魅力発信」による癒し効果や、宿泊者に北海道の自然環境への関心を抱いてもらうことなどを目的に、エゾモモンガとシマエナガをテーマとしたコンセプトルームの企画を実施した。
旭川市の動物写真家である目黒誠一は、1992年（平成4年）に子供向けの写真集『冬のエゾモモンガ』（チャイルド社）を、1994年（平成6年）4月には大人もターゲットにした本格的な写真集『エゾモモンガ アッカムイの森に生きる』（講談社）をそれぞれ出版した。後者はエゾモモンガを題材にした写真集、および夜行性であるモモンガの生態を詳しく扱った写真集としてはいずれも日本初である。また2001年（平成13年）2月には富士元寿彦がサロベツ原生砂丘林のエゾモモンガを題材にした写真集『エゾモモンガ』（北海道新聞社）を出版し、幅広い年齢層から「見るだけで心が和む」「いやし系動物本だ」などの反響を集めたことが報じられている。また同書では飛行術の解説や飛行の連続写真なども掲載されており、これらの情報は貴重なものと評されている。2019年（令和元年）11月には進啓士郎が知床半島のエゾモモンガの四季の生態を題材とした写真集『世界一かわいいエゾモモンガ』（パイインターナショナル）を出版している。

#### キャラクターのモチーフなど

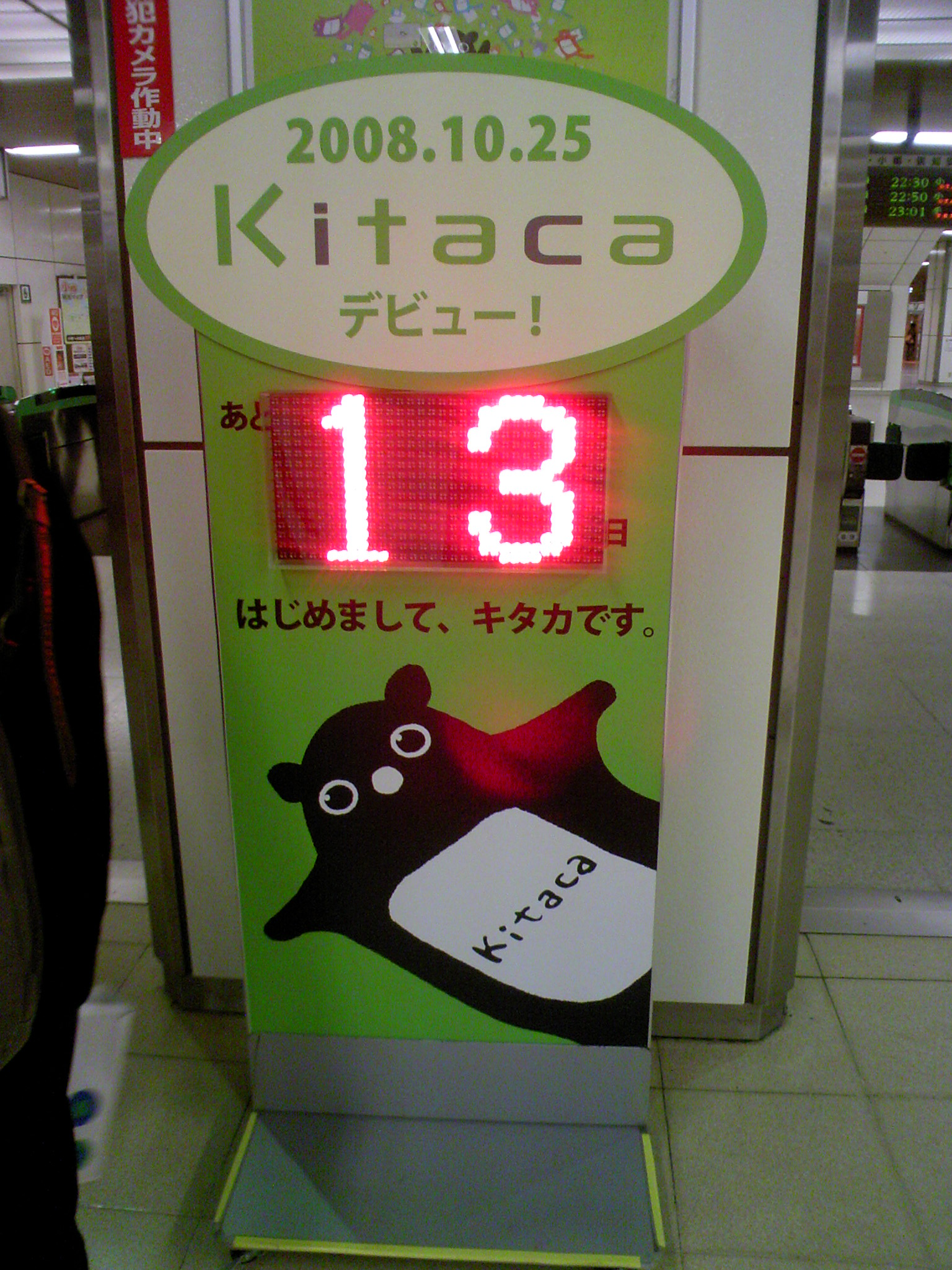
Kitacaの導入開始を告知する電光掲示板

北海道旅客鉄道（JR北海道）のICカード乗車券「Kitaca」のマスコットキャラクターは、札幌の絵本作家・そらがデザインしたエゾモモンガであり、Kitacaのサービスが2008年秋に開始された際には、このマスコットキャラクターが人気を呼び、観光客が土産としてKitacaを買い求めるなどしたため、JR北海道が定期券以外の販売を一時休止したことが報じられている。
またエゾモモンガは、天塩郡遠別町（留萌振興局管内）の公式マスコットキャラクター「モモちん」や、北海道振興のイメージキャラクター「モッピー」、札幌市と帯広市で開催された2017年アジア冬季競技大会のマスコットキャラクター「エゾモン」のモチーフにもなっている。また函館空港の除雪隊にはホワイトノア (WHITE NOIX) の愛称があるが、そのロゴマークにはエゾモモンガが採用されている。